# عبدالفتاح رحیاتی
عبدالفتاح رحیاتی (انگلیسی: Abdelfettah Rhiati؛ زادهٔ ۲۵ فوریهٔ ۱۹۶۳) بازیکن سابق فوتبال اهل مراکش است.
وی از سال ۱۹۸۶ تا ۱۹۸۹ در تیم ملی فوتبال مراکش بازی انجام داده است و عضو این تیم در جام جهانی فوتبال ۱۹۸۶ بوده است.